# Groote Harkstederpolder
De Groote Harkstederpolder is een voormalig waterschap in de provincie Groningen.
Op 21 september 1847 werd de Driedorpsterpolder opgericht, met als doel twee gebieden te bemalen. Dit plan stuitte op bezwaren, waarop in 1848 werd besloten alleen een waterschap op te richten voor de dorpen Scharmer en Harkstede onder de naam Groote Harkstederpolder.
Het schap lag ten noordoosten van Harkstede. De noordgrens lag bij het Slochterdiep, de zuidoostgrens bij de Benningsloot (ten oosten van de Hamweg), de zuidgrens bij de Hoofdweg van Harkstede en de Bieleveldslaan, de zuidgrens lag bij de Borgsloot en de westgrens iets ten westen van de Kooilaan en het verlengde van de Driemerenweg. Binnen het waterschap lag de Bakkerspolder. De bemaling gebeurde aanvankelijk door middel van een poldermolen bij het Slochterdiep, mogelijk al gebouwd in 1840, later tevens met een stoomgemaal, dat iets ten oosten van de roeibaan stond en uitsloeg op het Slochterdiep.
Waterstaatkundig gezien ligt het gebied sinds 2000 binnen dat van het waterschap Hunze en Aa's.